# Toyota Stadium (Texas)
O Toyota Stadium é um estádio específico para futebol com capacidade para 20.500 pessoas, localizado na cidade de Frisco, Texas, subúrbio de Dallas . De propriedade da cidade de Frisco, o FC Dallas, da Major League Soccer, manda seus jogos no estádio. É também a casa do National Soccer Hall of Fame, que foi inaugurado em 2018. 

## História
O Toyota Stadium foi o terceiro estádio específico do futebol da MLS a ser construído, após o MAPFRE Stadium em Columbus, Ohio (1999) e do Dignity Health Sports Park perto de Los Angeles (2003). Custou aproximadamente US $ 80 milhões e foi inaugurado em 6 de agosto de 2005, com uma partida entre o FC Dallas e o MetroStars, que terminou empatada em 2–2. O estádio acomoda 20.500 em um design em forma de U com a extremidade norte incluindo um palco coberto permanente para shows, semelhante ao SeatGeek Stadium perto de Chicago, que foi inaugurado 1 ano após o Toyota Stadium. Embora na época se esperasse a construção de um palco permanente que ajudasse o estádio a aumentar a receita, hospedando concertos de médio porte, o projeto se mostrou impopular e outros clubes da MLS rejeitaram a construção de palcos permanentes em seus novos estádios, deixando o design do Toyota Stadium parecendo datado. Há amplo apoio entre os torcedores do clube para que o palco seja removido e substituído por um estande completo em uma fase futura de reforma. O estádio inclui 18 suítes de luxo, bem como um clube privado de 6,000 sq ft (560 m2) .
O estádio sediou a final da MLS Cup de 2005, com o LA Galaxy derrotando o New England Revolution por 1 a 0 na prorrogação pela segunda MLS Cup . Também foi selecionada para sediar a MLS Cup de 2006, que terminou em 1–1 após a prorrogação com o Houston Dynamo derrotando o New England Revolution por 4–3 nos pênaltis . Em 2016, o FC Dallas sediou e venceu a final da US Open Cup, também contra o Revolution.
Em 2018, foi concluída uma ampla reforma na extremidade sul do estádio. A renovação incluiu um telhado de estilo europeu construído sobre a nova arquibancada de vários níveis que substituiu a antiga seção de arquibancada. Embora muitos torcedores do clube desejassem que as estruturas do telhado fossem construídas sobre as arquibancadas oeste e leste para fornecer sombra durante os verões brutais do Texas, esses projetos foram adiados para uma fase futura de renovação. Também incluído no projeto de $ 55 milhões estava o novo National Soccer Hall of Fame.